# یوری شارگین
یوری شارگین (به انگلیسی: Yuri Shargin) فضانورد اهل کشور روسیه است که در ۲۰ مارس ۱۹۶۰ میلادی در انگلس زاده شد. وی در مأموریت سایوز تی‌ام‌ای-۵، سایوز تی‌ام‌ای-۴ حضور داشته است.